# 2140 Kemerovo
A 2140 Kemerovo (ideiglenes jelöléssel 1970 PE) a Naprendszer kisbolygóövében található aszteroida. Tamara Mihajlovna Szmirnova fedezte fel 1970. augusztus 3-án. Kemerovo orosz városról nevezték el.